# 후지와라노 요리미치
후지와라노 요리미치(일본어: 藤原 頼通)는 일본 헤이안 시대의 귀족이다.
아버지 미치나가로부터 젊은 나이에 고이치조 천황의 섭정을 넘겨받고 그 후견을 맡았다. 아버지 사후에는 일본 조정의 제1인자로써 고스자쿠 천황·고레이제이 천황의 치세에서 관백을 50년 가까이 맡으며 아버지와 마찬가지로 후지와라씨 섭관가의 전성시대를 쌓았다. 오늘날 일본 교토에 남아 있는 뵤도인 호오도(平等院鳳凰堂)는 요리미치가 지은 것으로 당시 후지와라 섭관가가 누렸던 영화로움을 상징하고 있다.
그러나 천황의 황후가 된 딸이 아들을 낳지 못한 것은 물론, 도이의 입구·다이라노 다다쓰네의 난(平忠常の乱)·전9년의 역과는 전란이 잇따르는 등 일본 조정 안팎으로부터 이제까지의 후지와라씨의 절대적 권력 체제를 흔드는 사태가 벌어졌다. 이에 더해 만년에는 요리미치와 사이가 소원했던 고산조 천황이 즉위하면서 후지와라 섭관가의 권세는 쇠퇴하기 시작하였고, 나아가 인세이나 무사의 대두로 이어졌다.